# 大都会25時
『大都会25時』（だいとかいにじゅうごじ）は、1987年4月22日から9月23日まで、テレビ朝日系列で毎週水曜21:00 - 21:54（JST）に全23話が放送された、東映制作の刑事ドラマ。
1987年7月1日放送分（第11話）以降は、番組タイトルも『大都会25時・千草警察事件ファイル』へと改められた（オンエアの映像上はそのまま変わらず）。

## 概要
1977年より10年にわたって放送された刑事ドラマ『特捜最前線』の終了に伴い、同作品のフォーマットを木曜から再び水曜へと移す形で開始された作品で、2024年現在まで続く水曜21時台における刑事ドラマ枠の第1弾でもある。
物語の舞台である千草署刑事課は、はみ出し刑事の集まりの安達班、法と任務に忠実な仙川班の2個班で構成され、メンバーの顔ぶれも捜査方針も全く異なる両班が競い合いながら（刑事課事務室には旭日章を用いた星取表まで掲げられていた）一つの事件を解決していくという「右門捕物帳」などであった構図を刑事ドラマに置き換えたものであったが、回が進むにつれて、安達・仙川両班が初動から合同捜査を行うなどオーソドックスな刑事ドラマの構成にシフトしていった。
本放送時はファインネガ･ビデオシステムによるVTRマスターで放送されたが、再放送は原版フィルムが完パケとして使用されている。後番組の『ベイシティ刑事』ではフィルム完パケに戻している。

## 主な出演者
仙川班の捜査員達は、係長以外姓のみの設定。
課長役の財津一郎は、放送期間の中盤からミュージカル『アニー』にてウォーバックス役を並行して演じることになり、その役作りのため丸坊主姿での出演となった。
安達班（第2係）
- 係長・安達武郎 警部補（35歳） - 小野寺昭
- 富田一平 巡査部長（30歳） - 山下真司
- 亀山宏 巡査部長（30歳） - 大和田獏
- 片桐小夜子 巡査長（28歳） - 真梨邑ケイ
- 清水栄三 巡査（26歳） - 塩野谷正幸
- 本間悟 巡査（20歳） - 湯江健幸

仙川班（第1係）
- 係長・仙川登 警部補（33歳） - 平田満
- 渡辺 巡査部長 - 菊地太
- 山口 巡査長 - きくち英一
- 輪島 巡査 - 重松収
- 鶴田 巡査 - 伊藤克信
- 青田 巡査 - 古藤芳治

その他
- 千草警察署刑事課長・坂東清五郎 警部（52歳） - 財津一郎
- 安達純一（安達係長の息子） - 多賀啓史
- 千草警察署署長 - 久富惟晴

## 主なスタッフ
- 製作 - 関口恭司
- プロデューサー - 大井素宏、福湯通夫、東一盛
- 脚本 - 長野洋、大野武雄、宮下隼一、峯尾基三、杉村升、志村正浩、篠崎好、今井詔二、塙五郎、小森名津
- 音楽 - 甲斐正人
- 撮影 - 林兆、藤本茂、工藤矩雄、ほか
- 照明 - 高橋弘
- 録音 - 長井幹夫
- 美術 - 井上明
- 編集 - 山口一喜
- 助監督 - 蓑輪雅夫、崎田憲一、岩原直樹、ほか
- 記録 - 津崎昭子
- 計測 - 斉藤健
- 擬斗 - 清水照夫
- 選曲 - 石川孝
- 音楽コーディネーター - 川島幸雄
- 装置 - 東映美術センター
- 装飾 - 装美社(チヨダ靴店)
- 美粧 - サン・メイク
- 効果 - 大泉音映
- 現像(ファインネガ・ビデオシステム) - 東映化学
- 衣裳 - 東京衣裳
- 衣裳協力 - Kamakura Kent、LEYTON HOUSE、
- 進行主任 - 桐山勝
- 制作デスク - 須田啓一
- 広報担当 - 小林直紀
- 制作担当 - 奈良場繁
- 監督 - 瀬川昌治、鷹森立一、松島稔、宮越澄、小平裕、田中秀夫、北本弘、小西通雄、永野靖忠、蓑輪雅夫
- 制作 - テレビ朝日、東映

## 放送日程
各回の次回予告は、主要キャストが持ち回りで内容を解説するという、過去にテレビ朝日系列で放送されていた刑事ドラマ『私鉄沿線97分署』（1984年 - 1986年、国際放映制作）と同様のスタイルが踏襲された。
| 放送回 | 放送日   | サブタイトル                               | 脚本     | 監督     | ゲスト                                                                                              | 次回予告ナレーション |
| ------ | -------- | ------------------------------------------ | -------- | -------- | --------------------------------------------------------------------------------------------------- | -------------------- |
| 1      | 04月22日 | ホテトル嬢が見た夢は                       | 長野洋   | 瀬川昌治 | - 沖田浩之 - 川上麻衣子 - 河原崎建三 - 石橋蓮司 - 江原正士                                          | 山下真司             |
| 2      | 04月29日 | 独身刑事の父子ゲーム                       | 大野武雄 | 瀬川昌治 | - 湯原昌幸 - 藤木悠 - 高野真二 - 堀内正美                                                           | 大和田獏             |
| 3      | 05月06日 | プッツン娘が見ていた                       | 宮下隼一 | 鷹森立一 | - 井森美幸 - 織本順吉 - 大場順 - 大塚良重 - うえずみのる - 山浦栄                                   | 山下真司             |
| 4      | 05月13日 | 白い肌に銃弾を受けた女                     | 峯尾基三 | 鷹森立一 | - 白都真理 - 清水章吾                                                                               | 真梨邑ケイ           |
| 5      | 05月20日 | 夜の街潜入! 女刑事の危険な賭け             | 宮下隼一 | 松島稔   | - 島村佳江 - 樋浦勉 - 小鹿番 - 井上高志 - 日下翔平 - 林優枝 - 福崎量啓 - 真梨邑ケイとコンセプション | 湯江健幸             |
| 6      | 05月27日 | 女ライダーを狙う変装警官! 人妻不倫殺人事件 | 杉村升   | 宮越澄   | - 柄沢次郎 - 渡辺祐子 - 浜田晃                                                                      | 小野寺昭             |
| 7      | 06月03日 | 怯えた少女の眼! ニセ刑事殺人事件           | 志村正浩 | 松島稔   | - 立石涼子 - 御木本伸介 - 中田博久 - 友金敏雄                                                       | 大和田獏             |
| 8      | 06月10日 | 消えた誘拐犯! マイホーム殺人事件           | 峯尾基三 | 小平裕   | - \|なべおさみ - 谷口香 - 千野弘美 - 林健樹 - 入江正徳                                              | 塩野谷正幸           |
| 9      | 06月17日 | 危険な落とし穴! 女ハスラーの白い指         | 大野武雄 | 田中秀夫 | - 飯干景子 - 土屋嘉男 - 渥美国泰 - 越村公一 - 清水宏                                                | 平田満               |
| 10     | 06月24日 | エリート刑事に少女売春の罠!                | 宮下隼一 | 北本弘   | - 綿引勝彦 - 岡谷章子 - 高林由紀子                                                                  | 小野寺昭             |
| 11     | 07月01日 | 火遊びのツケ! ラブホテルから消えた女       | 篠崎好   | 宮越澄   | - 松尾嘉代 - 北村総一郎 - 佐野アツ子 - 頭師孝雄 - 江原正士                                          | 小野寺昭             |
| 12     | 07月08日 | 殺人プラス誘拐! 予備校生のゆがんだ方程式   | 今井詔二 | 宮越澄   | - 河原崎長一郎 - 宮尾すすむ - 岸野一彦                                                              | 山下真司             |
| 13     | 07月15日 | 刑事ガ拳銃ヲ撃ツトキ!                      | 塙五郎   | 鷹森立一 | - 高松英郎、 - 有藤実花 - あき竹城 - 西尾徳                                                         | 小野寺昭             |
| 14     | 07月22日 | よみがえる殺意! 復讐はタンゴにのって       | 峯尾基三 | 鷹森立一 | - 安奈淳 - 佐藤仁哉 - 稲葉宏章 - 坂田祥一朗 - 金尾哲夫 - 相馬剛三 - 葦原邦子 - 泉じゅん             | 山下真司             |
| 15     | 07月29日 | レイプ! 哀しみの花嫁衣装                   | 杉村升   | 小西通雄 | - 美木良介 - 福家美峰 - 本郷直樹 - 森山周一郎                                                       | 湯江健幸             |
| 16     | 08月05日 | 熱い夜 最も危険なゲーム                    | 宮下隼一 | 小西通雄 | - 小沢仁志 - 直江喜一 - 山本ゆかり - 内田さゆり - 北川剛                                            | 小野寺昭             |
| 17     | 08月12日 | さらば夏! ストリッパー風子の場合           | 大野武雄 | 永野靖忠 | - 沢田亜矢子 - 赤塚真人 - 佐藤晟也 - 江原正士 - 石井富子 - 中山昭二                                 | 湯江健幸             |
| 18     | 08月19日 | 憎い夏! 女子大生通り魔事件                 | 宮下隼一 | 永野靖忠 | - 浜田朱里 - 栗原景子 - 粟津號 - 警察犬レオン号(須藤警察犬訓練所)                                   | 小野寺昭             |
| 19     | 08月26日 | 6年前の秘密! ある殉職                      | 峯尾基三 | 北本弘   | - 吉田友紀                                                                                          | 山下真司             |
| 20     | 09月02日 | 消えた夏の花嫁                             | 小森名津 | 田中秀夫 | - 山下規介 - 北原佐和子 - 頭師佳孝 - 宮田光 - 都築香弥子                                            | 大和田獏             |
| 21     | 09月09日 | 少女に忍び寄る恐怖の夜                     | 杉村升   | 北本弘   | - 岡谷章子 - 佐原健二 - 堀美奈子 - 塩見三省 - 戸浦六宏                                              | 塩野谷正幸           |
| 22     | 09月16日 | 狙われた婦人警官                           | 宮下隼一 | 蓑輪雅夫 | - 大沢逸美 - 堀田真三 - 須永慶                                                                      | 山下真司             |
| 23     | 09月23日 | 逃亡犯! 遅すぎた母の愛                     | 峯尾基三 | 鷹森立一 | - 中村玉緒 - 藤奈津子 - 石田弦太郎 - 本山可久子 - 玉井碧 - 今井耕人 - 工藤直人 - 吉野泰佑           | ―                    |

## 主題歌
- オープニング - 「水の中の逃亡者」SHOW-YA
- エンディング - 「フェルマータ」SHOW-YA